# Quentin Dean
Quentin Dean, nata Corinne Ida Margolin (Los Angeles, 27 luglio 1944 – Los Angeles, 9 maggio 2003), è stata un'attrice statunitense.

## Biografia
Fece la sua prima apparizione nella parte della tentatrice sedicenne Delores Purdy nel film del 1967 La calda notte dell'ispettore Tibbs, diretto da Norman Jewison, per la quale ricevette la candidatura al Golden Globe come migliore attrice non protagonista. La sua carriera fu molto breve, e scomparve dal mondo dello spettacolo alla fine degli anni sessanta.

## Filmografia parziale

### Cinema
- La calda notte dell'ispettore Tibbs (In the Heat of the Night), regia di Norman Jewison (1967)
- Costretto ad uccidere (Will Penny), regia di Tom Gries (1968)
- Stay Away, Joe, regia di Peter Tewksbury (1968)

### Televisione
- La grande vallata (The Big Valley) – serie TV, episodio 3x14 (1967)
- Il virginiano (The Virginian) – serie TV, episodio 7x01 (1968)
- Ai confini dell'Arizona (The High Chaparral) – serie TV, episodio 2x19 (1969)
- Lancer – serie TV, episodio 2x09 (1969)